# Companyia Britànica de les Índies Orientals

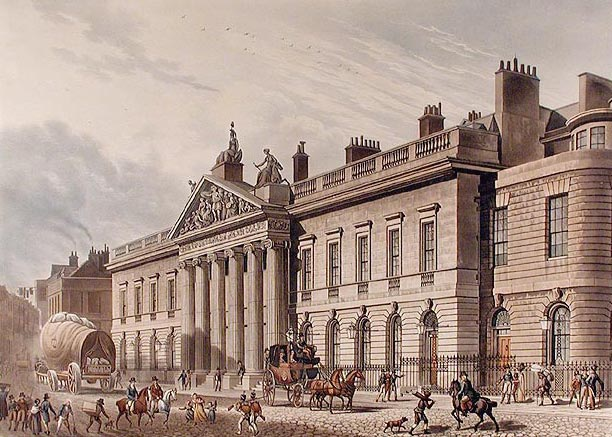
La East India House, seu de la companyia, en un dibuix de 1817.

La Companyia Britànica de les Índies Orientals (East India Company; també coneguda com a John Company), Company Bahadur o simplement The Company) fou una companyia d'inversors fundada el 31 de desembre de 1600 sobre la Carta Reial atorgada per la Reina Isabel I d'Anglaterra i que garantia certs privilegis en el comerç amb l'Índia. En concret, la Carta Reial donà a la nova companyia el monopoli de tot el comerç a les Índies Orientals. Amb el temps, la Companyia, amb seu a Londres, es transformà notablement, passant d'una simple unió comercial fins a esdevenir l'empresa que governà de forma virtual l'Índia fins a la seva dissolució el 1874.
Aquesta companyia va estendre des de principis del segle XVI una vasta xarxa comercial que aconseguia l'entrada de béns a Europa. La Companyia explotà als productors asiàtics.

## Història

### Inicis
La Companyia va ser fundada per un grup d'empreses i d'influents homes de negoci que feien negocis al Sud-est asiàtic. Amb la Carta Reial, obtingué el permís exclusiu per comerciar amb les Índies Orientals durant un període de 15 anys. Tot i això, inicialment no podia igualar el seu poder al que exercia la Companyia Neerlandesa de les Índies Orientals en el comerç d'espècies.
El primer punt de comerç a l'Índia s'establí al port de Surat el 1608. En només dos anys, la Companyia construí la seva primera fàbrica a Machilipatnam, a la Badia de Bengala. Els importants beneficis aconseguits durant aquest període van portar al Rei Jaume I d'Anglaterra a plantejar-se la possibilitat de concedir noves concessions comercials a altres empreses. Això no obstant, el 1609, es renovà la Carta Reial i es concedí a l'empresa el comerç exclusiu per temps indefinit.

Bandera de la Companyia Britànica de les Índies Orientals

### Consolidació
El ràpid creixement de la Companyia portà a eclipsar el comerç portuguès a la zona, establerts a les seves bases de Goa i Bombai i que temps després cedirien als britànics. El 1647 la Companyia ja tenia 23 fàbriques i 90 treballadors a l'Índia. A això cal afegir que des de 1634 el permís de l'Emperador mogol per comerciar arreu del país s'estengué també a la regió de Bengala.
Els negocis de la Companyia se centraven en el cotó, la seda, els tints i el te. Amb el temps també entraren en el comerç de les espècies, controlat fins aquell moment pels holandesos. El 1711 s'establí un nou punt de comerç a la ciutat xinesa de Canton, per tal de comerciar amb te i argent.
El 1670, el Rei Carles II d'Anglaterra li concedí el dret de capitanejar exèrcits i formar aliances, declarar la guerra o establir la pau, així com exercir la jurisdicció civil i criminal a les zones en què actuava. La majoria d'aquestes prerrogatives es van dur a terme recolzant-se en el cos militar propi de la Companyia. Aquesta tropa es va desenvolupar notablement, a causa dels nombrosos atacs de natius i comerciants d'altres països. El 1689, la Companyia era quasi un «estat» dins de l'Índia continental, que administrava de forma independent Bombai, Madràs i Bengala, i que disposava d'una força militar molt potent i intimidatòria.
Amb la Guerra dels Set Anys (1756-1763), es posà data de caducitat a la presència de França al comerç índic, de manera que la Companyia es va desfer d'un dels seus rivals més potents i va poder consolidar encara més el seu monopoli. Tot i això, els conflictes amb els natius continuaren sent una constant, i en certes ocasions va haver de fer front a una important resistència local.
El 1784 s'aprovà una llei que no permetia viure als súbdits britànics fora del país britànic excepte si era als llocs pertanyents a la Companyia.
En general, els esforços de la Companyia per administrar l'Índia van esdevenir un model de sistema de serveis civils a la Gran Bretanya, especialment durant el segle XIX.

### Final de la companyia
A mitjans del segle xix, el control de la Companyia s'estenia per la major part de l'Índia, Birmània, Singapur i Hong Kong. De fet, gairebé una cinquena part de la població mundial estava sota la seva autoritat. A més, ocupà les Filipines, conquerí Java i solucionà alguns problemes de liquiditat per comprar el te a la Xina exportant l'opi indi.
L'any 1813, però, la Companyia va perdre el monopoli del comerç índic, i el 1833 es posà fi al comerç del te amb la Xina. Finalment, el 1858, la Companyia va perdre les seves funcions administratives, retirades pel govern després de la Revolta de 1857. Així doncs, l'Índia esdevingué oficialment una colònia britànica, i totes les possessions de la Companyia passaren a mans de la Corona (1860). Tot i que seguí exercint una posició dominant en el comerç del te, la Companyia es dissolgué l'1 de gener de 1874.

## Comerç d’opi

La nau Némesis destruint els juncs de guerra xinesos durant la Segona Batalla de Chuenpi, el 7 de gener de 1841, per Edward Duncan

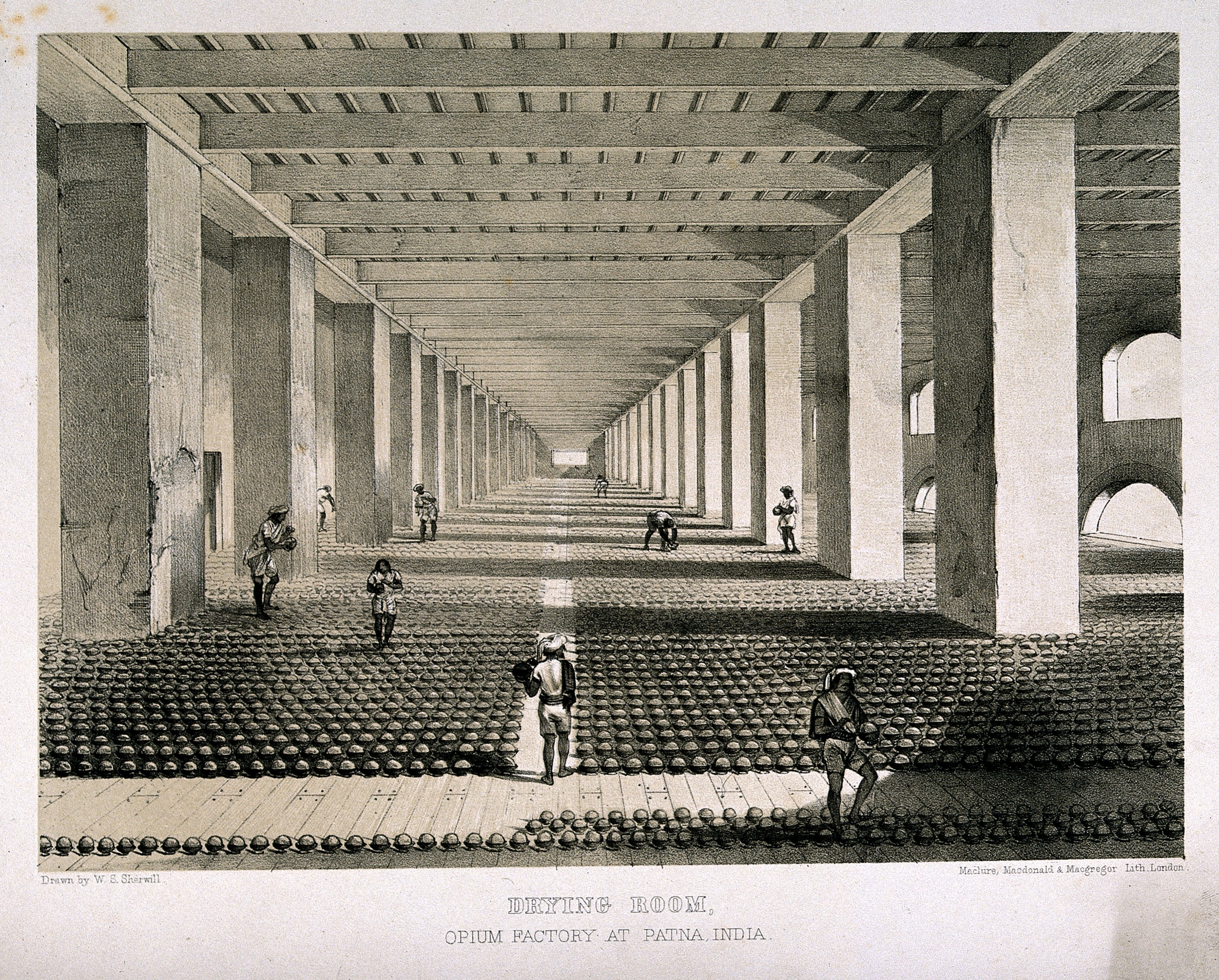
Una fàbrica d’opi a Patna, Índia, c. 1850

Al segle xviii, la companyia tenia un dèficit comercial amb la Xina, poca demanda de fabricació de les empreses pròpies a la Xina i un desig de reduir el flux monetari a la Xina. Els comerciants holandesos i portuguesos havien subministrat opi amb rendibilitat a Batavia i Canton, comprat a través dels sindicats mogols de Bengala, Bihar i Malwa durant més d'un segle. En rebre el dret diwani (recaptació d’ingressos) a Bengala el 1765, per l’aleshores emperador mogol Shah Alam II, la companyia va identificar el sistema existent de sindicació d’opi com un mitjà potencial per augmentar els ingressos i reduir el dèficit comercial xinès mitjançant la inserció al sistema existent d’expedició de llicències i pagaments anticipats als conreadors d’opi, amb la intenció d’obtenir el control de gran part de la producció d’opi de Bengala, establint el preu de compra, juntament amb la capacitat de dirigir el consum d’opi bengalí. El 1773, la companyia va intentar monopolitzar la sindicació d’opi a Bengala, prohibint la concessió de llicències a cultivadors d’opi independents, una decisió que va generar ingressos addicionals, malgrat el conreu il·lícit generalitzat d’opi al territori que administrava, amb una producció il·lícita que es calcula que superava mitja producció el 1822, i haver de competir amb l'opi de Malwa, subministrat principalment per les famílies turques Sindia i Holkar, i l'opi il·lícit de Bengala i Bihar, per al comerç de la Xina. Les llicències i el cultiu il·lícit d’opi continuen fins als nostres dies.
Com que el comerç d’opi era il·legal a la Xina, els vaixells de la companyia no podien transportar opi a la Xina. Així doncs, l’opi produït a Bengala es venia a Calcuta a condició que fos exportat.
Tot i la prohibició xinesa d’importar opi, reafirmada el 1799 per l'emperador Jiaqing, les empreses amb llicència d’opi van ser introduïdes clandestinament a la Xina des de Bengala per traficants i cases d’agències com Jardine, Matheson & Co, David Sassoon & Co, i Dent & Co en quantitats mitjanes de 900 tones a l'any. Els ingressos dels narcotraficants que descarregàven l'opi a l'illa de Lintin es van ingressar a la fàbrica de la companyia a Canton i el 1825, la major part dels diners necessaris per comprar te a la Xina va ser recaptat pel comerç il·legal d’opi.
L'empresa va establir un grup d’assentaments comercials centrats a l'estret de Malaca anomenats colònies de l’Estret el 1826 per protegir la seva ruta comercial cap a la Xina i combatre la pirateria local. Els assentaments també es van utilitzar com a assentaments penals per a presos civils i militars indis.
El 1838, amb la quantitat d’opi de contraban que entrava a la Xina, que s'acostava a les 1.400 tones a l’any, els xinesos imposaren una pena de mort pel contraban d’opi i enviaren un comissari imperial especial, Lin Zexu, per frenar el contraban. Això va donar lloc a la Primera Guerra de l'Opi (1839–42). Després de la guerra, l'illa de Hong Kong va ser cedida a Gran Bretanya segons el Tractat de Nanjing i el mercat xinès es va obrir als comerciants d'opi de Gran Bretanya i d'altres nacions. Les companyies Jardines i Apcar and Company van dominar el comerç, tot i que P&O (Peninsular and Oriental Steam Navigation Company) també va intentar participar-hi. Una segona guerra de l’opi, entre la Gran Bretanya, els regiments de les companyies i França contra la Xina va durar des del 1856 fins al 1860 i va conduir al tractat de Tianjin, que va legalitzar la importació d’opi. La legalització va estimular la producció nacional d’opi xinès i va augmentar la importació d’opi de Turquia i Pèrsia. Aquest augment de la competència pel mercat xinès va provocar que l'Índia reduís la seva producció d'opi i diversifiqués les seves exportacions.

## Establiments a Gran Bretanya

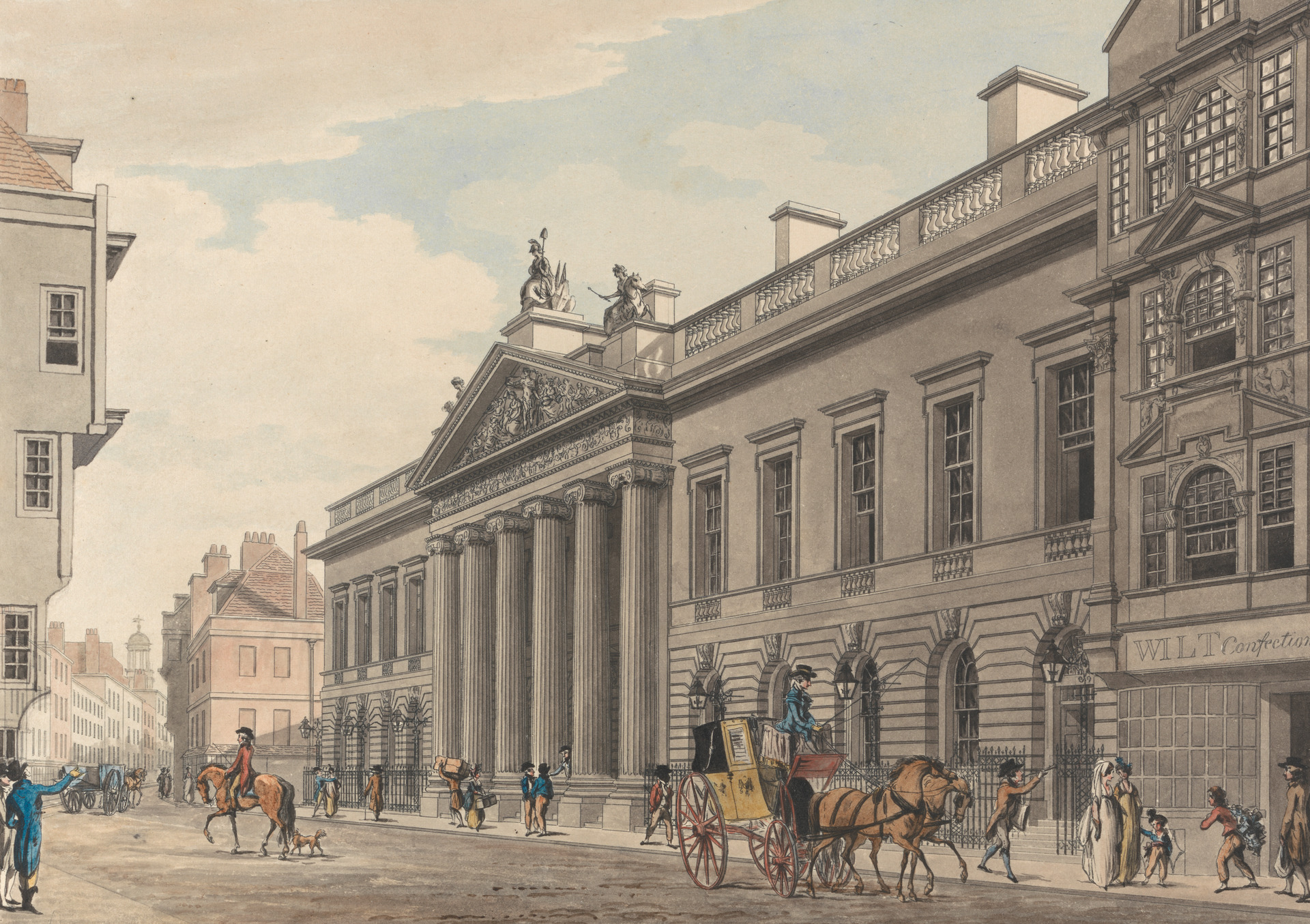
La East India House ampliada, Londres, pintada per Thomas Malton, c. 1800

La seu de l'empresa a Londres, des de la qual es governava gran part de l'Índia, era East India House a Leadenhall Street. Després d'ocupar locals a Philpot Lane de 1600 a 1621; a Crosby House, Bishopsgate de 1621 a 1638; i al carrer Leadenhall de 1638 a 1648, la companyia es va traslladar a Craven House, una mansió isabelina a Leadenhall Street. L'edifici s'havia fet conegut com a East India House el 1661. Va ser completament reconstruït i ampliat entre 1726 i 1729 i va ser remodelat i ampliat significativament entre 1796 i 1800. Finalment va ser desallotjat el 1860 i enderrocat el 1861-1862. El lloc ara està ocupat per Lloyd's building.
El 1607, la companyia va decidir construir els seus propis vaixells i va llogar un pati al riu Tàmesi a Deptford. El 1614, com que el pati es va fer massa petit, es va adquirir un lloc alternatiu a Blackwall: el nou pati ja estava completament operatiu el 1617. Es va vendre el 1656, tot i que durant alguns anys els vaixells de la Companyia de les Índies Orientals van continuar fent-ho. ser construït i reparat allà sota els nous propietaris.
El 1803 una Llei del Parlament, promoguda per la Companyia de les Índies Orientals, va establir la East India Dock Company, amb l'objectiu d'establir un nou conjunt de molls (els East India Docks) principalment per a l'ús dels vaixells que comerciaven amb l'Índia. El moll de Brunswick existent, part del lloc de Blackwall Yard, es va convertir en el moll d'exportació; mentre que un nou moll d'importació es va construir al nord. El 1838, la East India Dock Company es va fusionar amb la West India Dock Company. Els molls van ser assumits per l'Autoritat del Port de Londres el 1909, i van tancar el 1967.

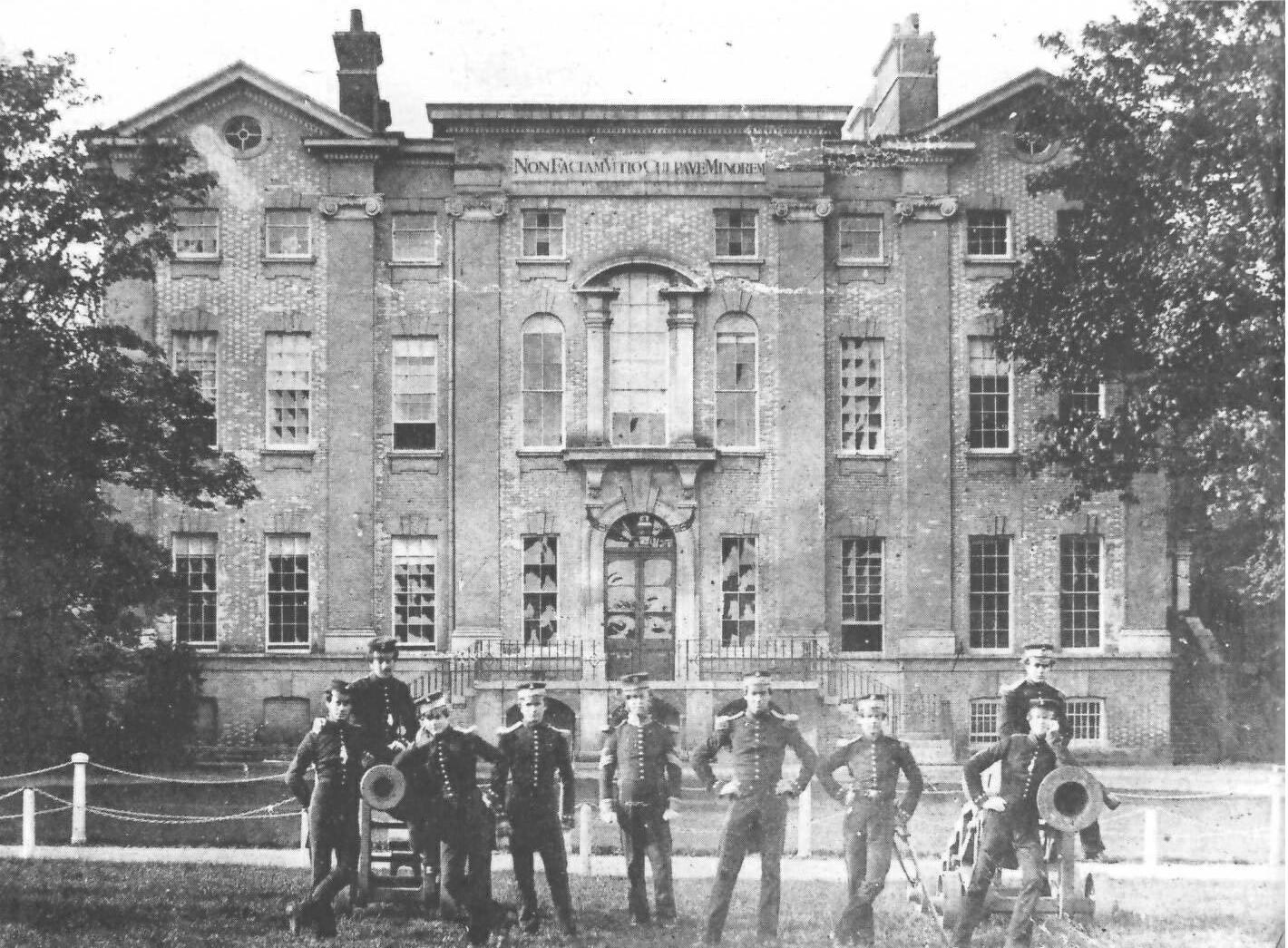
Addiscombe Seminary, fotografiat a c.1859, amb els cadets en primer pla

L'East India College es va fundar el 1806 com a establiment de formació per a "escriptors" (és a dir, empleats) al servei de l'empresa. Inicialment es va localitzar al Castell d'Hertford, però es va traslladar el 1809 a un local construït específicament a Hertford Heath, Hertfordshire. El 1858 el col·legi va tancar; però el 1862 els edificis van reobrir com a escola pública, ara Haileybury and Imperial Service College.
El Seminari Militar de la Companyia de les Índies Orientals va ser fundat el 1809 a Addiscombe, prop de Croydon, Surrey, per entrenar els joves oficials per al servei als exèrcits de la companyia a l'Índia. Tenia la seu a Addiscombe Place, una mansió de principis del segle xviii. El govern se'n va fer càrrec el 1858 i el va rebatejar com a Royal Indian Military College. L'any 1861 es va tancar i, posteriorment, el lloc va ser reurbanitzat.
El 1818, l'empresa va signar un acord pel qual aquells dels seus servidors que estaven certificats boigs a l'Índia podien ser atesos a Pembroke House, Hackney, Londres, un asil de llunàtics dirigit pel Dr George Rees fins a 1838, i després pel Dr William Williams. L'acord va durar més que la pròpia companyia, continuant fins al 1870, quan l'Oficina de l'Índia va obrir el seu propi asil, el Royal India Asylum, a Hanwell, Middlesex.
El East India Club de Londres es va formar el 1849 per als oficials de la companyia. El Club encara existeix avui com a club de cavallers privat amb la seva casa club situada al número 16 de St James's Square, Londres.